# Fülbemászók
A fülbemászók (Dermaptera) az ízeltlábúak törzsének és a rovarok osztályának egyik rendje.

## Megjelenésük, felépítésük
Könnyen felismerhetők potrohuk jellegzetes, fogószerű fartoldalékáról. A hímek fartoldaléka erőteljesebb és görbébb a nőstényekénél. Pikkelyszerű elülső szárnyuk alatt többszörösen összehajtva lapul a hátsó.

## Életmódjuk, élőhelyük
Rejtőzködve élő, félénk, mindenevő rovarok. Hímeik a nőstényekért vagy a táplálékért harcolva gyakran tekergetik fogójukat, de ténylegesen csak ritkán, fő ellenségeik, a cickányfélék elijesztésére, illetve szárnyaik kibontásához használják azt. Csak néhány fajuk tud repülni, és azok is csak ritkán teszik.
Epimorfózissal fejlődnek — ez azt jelenti, hogy a kikelő ivadék testszelvényeinek száma megegyezik a felnőtt állatéval (imágóéval), amelyre külseje és életmódja is hasonlít. A felnőtt méretet fokozatosan, külön fejlődő, szelvényszerző szakaszok beiktatása nélkül éri el.
Ezek a rovarok inkább más ízeltlábúakkal, például levéltetvekkel és hernyókkal táplálkoznak, és csak alkalmanként fogyasztanak puha növényi részeket. Bár elszaporodva károsíthatják a gyümölcsöket és virágokat, az emberre nézve teljesen ártalmatlanok. Nevükkel ellentétben nem másznak bele az emberi fülbe. Ez a tévhit valószínűleg abból a régi európai hiedelemből ered, hogy ezek a rovarok az emberek vagy állatok fülében keresnek menedéket, és a dobhártyát átfúrva az agyba rakják petéiket. Valójában a fülbemászók félénk, mindenevő rovarok, amelyek éjszaka aktívak, és nappal sötét, nyirkos helyeken rejtőznek el. Az emberi fül nem vonzó számukra, és nincs biológiai indítékuk arra, hogy oda bemásszanak.

## Rendszerezésük
A rendbe az alábbi alrendek és családok tartoznak:
- Arixenina alrend 1 családdal:
  - Arixeniidae

- Catadermaptera alrend 1 családdal:
  - Carcinophoridae

- Hemimerina alrendbe 1 család tartozik
  - Hemimeridae

- Forficulina alrend 8 családdal:
  - Pygidicranidae
  - Diplatyidae
  - Anisolabididae
  - Labiduridae
  - Apachyidae
  - Spongiphoridae
  - Chelisochidae
  - Forficulidae